# Gà tiền Borneo
Gà tiền Borneo (Polyplectron schleiermacheri) là một loài chim trong họ Phasianidae.